# Watzendorf (Großheirath)
Watzendorf ist ein Gemeindeteil von Großheirath im oberfränkischen Landkreis Coburg.

## Geographie
Das Straßendorf mit engster Streifenflur liegt etwa zehn Kilometer südwestlich von Coburg in einer Mulde auf einem Bergrücken zwischen dem westlich gelegenen Seßlach im Rodachtal und dem östlich gelegenen Großheirath im Itzgrund.

## Geschichte
Watzendorf besteht spätestens seit dem 9. Jahrhundert, dürfte aber wahrscheinlich viel früher entstanden sein. Die erste schriftliche Erwähnung war in einer Urkunde von 1139, in der ein Konrad von Watzendorf als Zeuge für das Kloster Banz erwähnt wird.
Watzendorf und seine Nachbarorte Gossenberg und Neuses an den Eichen werden als Eigensdörfer bezeichnet, da sie im Mittelalter eine eigene freie Gerichtsbarkeit hatten. Noch 1783 waren sie von den dauerhaften Lasten der Zentgerichtsbarkeit befreit und die Einwohner hatten das Recht Niederwild zu jagen. Zwischen 1303 und 1311 erwarb das Kloster Langheim die Grundherrschaft und den Anspruch auf den Zehnten der Felderträge. Die Verwaltung erfolgte durch den Amtshof Tambach. 1337 schenkte Kaiser Ludwig der Bayer dem Kloster alle seine Rechte an Watzendorf. Grundherr war das Kloster, Inhaber der Hochgerichtsbarkeit wurden Mitte des 14. Jahrhunderts die Wettiner. Am Rande der Herrschaft gelegen, erkannten die Einwohner 1488 den Kurfürsten von Sachsen als Schutzherrn an.
Eine Kapelle in Watzendorf wurde erstmals 1405 erwähnt. Die Gemeinde gehörte damals zur Urpfarrei Altenbanz und wurde 1452 zur Pfarrei erhoben.
Nach der Reformation, die in Watzendorf 1529 mit der ersten protestantischen kursächsischen Kirchenvisitation erfolgte, entwickelte sich die Grenze zu der Nachbargemeinde Seßlach, die zum Herrschaftsgebiet des Würzburger Fürstbischofs gehörte, zur Konfessionsgrenze. Der strittige Grenzverlauf zwischen dem Hochstift Würzburg und dem Fürstentum Sachsen-Coburg wurde gemäß dem Trappstädter Rezess von 1599 geregelt.
1756 wurde das Gemeindehaus und 1834 der Neubau eines Schulhauses für Kinder aus Watzendorf und Gossenberg errichtet. Die Finanzierung erfolgte aus dem Gotteskasten. Das Schulhaus wurde bis 1971 genutzt. 1837 hatte der Ort 203 Einwohner.
In einer Volksbefragung am 30. November 1919 stimmten zwei Watzendorfer Bürger für den Beitritt des Freistaates Coburg zum thüringischen Staat und 15 dagegen. Somit gehörte ab dem 1. Juli 1920 auch Watzendorf zum Freistaat Bayern. 1925 umfasste das 301,70 Hektar große Dorf 150 Einwohner, von denen 148 der evangelischen Kirche angehörten, und 31 Wohngebäude.
Im 1933 gegründeten Gemeindebrauhaus wurde bis 1979 Bier gebraut. Daneben existierte von 1940 bis 1948 ein Brauereibetrieb des Gastwirts Hermann Leidner.
Am 1. Mai 1978 wurde Watzendorf, wie die Nachbarorte Gossenberg, Neuses an den Eichen und Rossach, Ortsteil der Gemeinde Großheirath. 1987 hatte der Ort 146 Einwohner und 42 Gebäude mit Wohnraum.

## Einwohnerentwicklung
| Jahr | Einwohnerzahl |
| ---- | ------------- |
| 1837 | 203           |
| 1910 | 141           |
| 1933 | 152           |
| 1939 | 134           |
| 1950 | 218           |
| 1970 | 162           |
| 2004 | 161           |

## Kirche

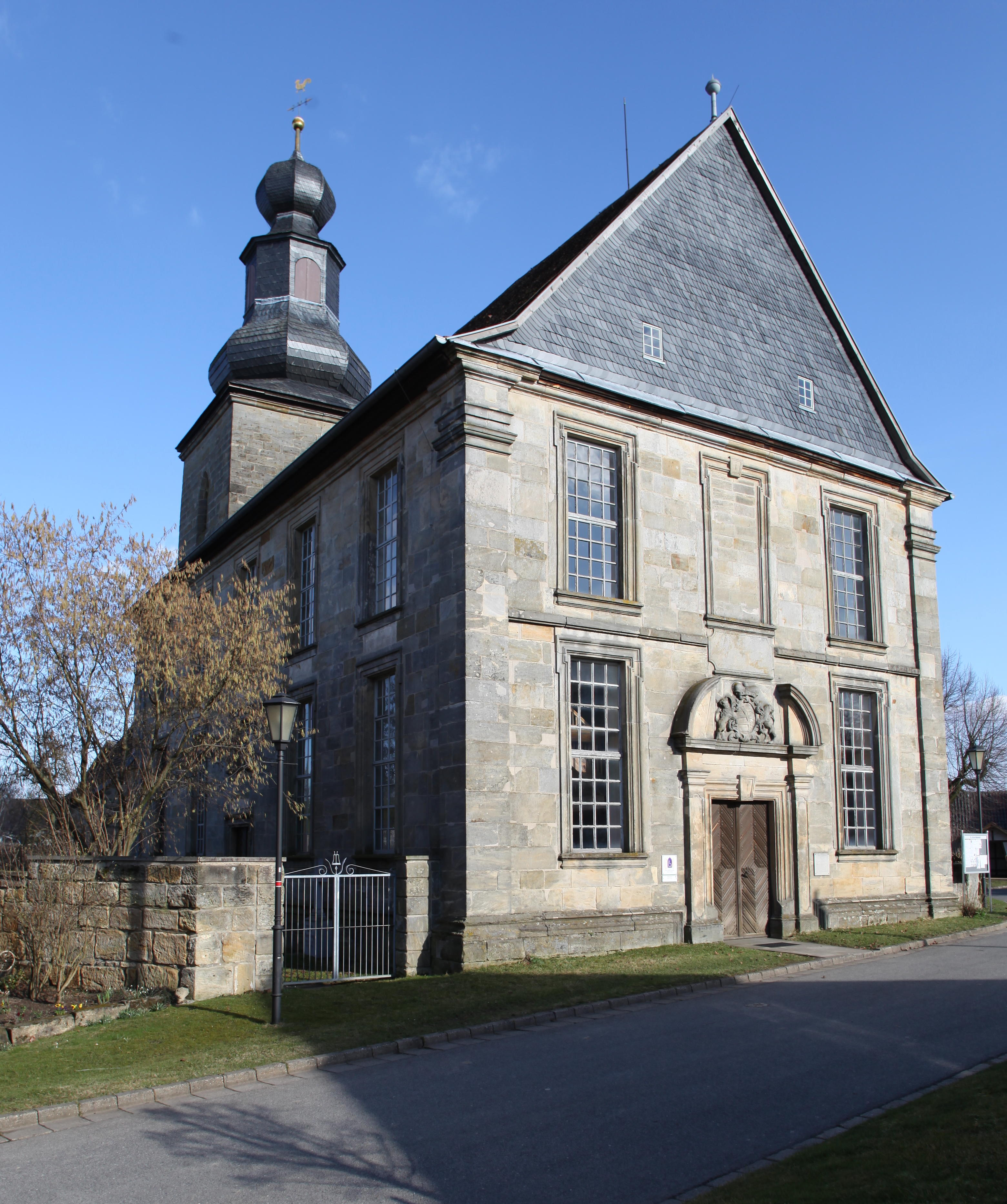
Evangelische Marienkirche

Im Jahr 1733 war die Einweihung der heutigen Marienkirche. Die Chorturmkirche mit ihrem dreigeschossigen Turm, der einen achteckigen geschweiften Helm mit Laterne und kleiner Zwiebel trägt, wurde in Anlehnung an den Markgrafenstil errichtet. Bemerkenswert ist die Orgel, die im Kern aus dem Jahr 1734 stammt und das einzige erhaltene Instrument des Seßlacher Orgelbauers Johann Conrad Schöpf (1692–1752) ist. Die Orgel hat 14 Register, steht im Cornettton und wurde 2012 von Linder restauriert. Das Bayerische Landesamt für Denkmalpflege zählt sie zu den herausragendsten Barockorgeln Oberfrankens.
Siehe auch Liste der Baudenkmäler in Watzendorf